# Samurai Warriors
 (octobre 2015).
Si vous disposez d'ouvrages ou d'articles de référence ou si vous connaissez des sites web de qualité traitant du thème abordé ici, merci de compléter l'article en donnant les références utiles à sa vérifiabilité et en les liant à la section « Notes et références ».
Samurai Warriors (Sengoku Musou) est un jeu vidéo de type hack 'n' slash, développé par Koei et publié en 2004.

## Univers

### Personnages
Il retrace les guerres intestines de l'époque Sengoku, au Japon.
Le joueur incarne un officier appartenant à un clan et doit remplir différentes missions sur le champ de bataille : généralement il s'agit de tuer ou de faire fuir le général de l'armée ennemie.
Les personnages historiques les plus connus présents dans ce jeu sont :
- Goemon Ishikawa : C'est un bandit japonais, exécuté par Hideyoshi Toyotomi après avoir tenté de l'assassiner. Dans Samurai Warriors, il est attiré par Okuni. Arme : Énorme Masse et Canon.

- Hanzo Hattori : Grand Ninja, il mène sa première bataille à 16 ans. Il est l'un des serviteurs les plus loyaux d’Ieyasu Tokugawa. Il aurait été tué par Kotaro Fuma. Arme : Kusarigama.

- Keiji Maeda : Il est le neveu adoptif de Toshiie Maeda. Il est connu pour être un grand guerrier, qui n'a jamais été vaincu. Le nom de son cheval est Matsukaze. Dans Samurai Warriors, il a une romance avec Okuni. Arme : Pique Sasumata.

- Kenshin Uesugi : Petit frère d'Aya. Il est également l'oncle et le père adoptif de Kagekatsu Uesugi et de Kagetora Uesugi. Il était surnommé le Dieu de la Guerre. Il est le chef du clan Uesugi. Il est le rival de Shingen Takeda. Il était alcoolique. (Une légende raconte qu'il serait en fait une femme.) Arme : Épée à Sept Branches et Papiers Explosifs.

- Kunoichi : Elle est la garde du corps de Yukimura Sanada. Elle fait partie des Dix Braves de Sanada. Fictive, son personnage a été créé car Yukimura Sanada était très proche d'une Kunoichi. (Son modèle est Anayama Kosuke).Arme : Duo de Kunai.

- Magoichi Saika : Ce nom est donné au chef de clan Saika Ikki. Son vrai nom est Suzuki Magoichi. Arme : Mousquet et Baïonnette

- Masamune Date : Il était un Daimyo. Il est surnommé le Dragon Borne. Son éborgnement est dû, lorsqu’enfant, il a contracté la petite vérole (c'est d'ailleurs Kojuro Katakura qui lui ôta). À la suite de cela, il se voit de tuer son propre petit frère dans le but de régner sur son clan (sa mère le pensait inapte à gouverner). Après l'ascension de Masamune Date en tant que chef de clan, son père est enlevé et les hommes de Masamune ont l'ordre de tuer les ravisseurs, or le père est tué dans cet affrontement. Arme : Sabre et Deux Pistolets.

- Mitsuhide Akechi : Père de Gracia. Il est le vassal de Nobunaga Oda (il a d'ailleurs reçu la confiance de son maître, ce qui était très rare). Il trahit son maître en le forçant à se faire seppuku. Mitsuhide Akechi prend alors le pouvoir, mais il est poursuivi par Hideyoshi Toyotomi et Ieyasu Tokugawa. Pour sa mort deux versions existe : Soit il est tué par un paysan à coup de bambou, soit il est devenu Tenkai. Arme : Katana.

- No : Fille de Dosan Saito et femme de Nobunaga Oda, c'est un mariage politique, sans amour. Elle aurait été stérile. Elle serait soit morte avec Nobunaga Oda lors de la trahison de Mitsuhide Akechi, soit elle serait enfuit. Arme : Griffes et Bombes.

- Nobunaga Oda : Époux de No et frère aîné d'Oichi. Il est le premier unificateur du Japon. Il est vu comme quelqu'un de cruel et froid alors qu'en réalité il est un grand dirigeant. Arme : Épée Lumineuse.

- Oichi : Femme de Katsuie Shibata et de Nagamasa Azai, petite sœur de Nobunaga Oda, mère de Chacha. Elle fut d'abord mariée à Katsuie Shibata pour sceller l’alliance entre lui et son frère, puis elle fut une nouvelle fois mariée à Nagamasa Azai, pour la même raison. Mais Nagamasa Azai ne put se résoudre d'obéir à Nobunaga Oda puis qu'il voulait trahir ses alliés. Il se fit seppuku. À la mort de son frère, Oichi réépousa Katsuie Shibata. Ils moururent ensemble, lorsque Hideyoshi Toyotomi assiégea le château. Arme : Chakrams reliés par un autre Chakram.

- Okuni : Elle est la fondatrice du Théâtre de Kabuki, où elle interprète les personnages des deux sexes. Elle disparaît lors de sa dernière représentation, mais personne ne sait si elle est morte ou si elle a préféré se retirer. A la disparition d'Okuni, Iyeasu Tokugawa interdit aux femmes de jouer au théâtre. Dans Samurai Warriors, elle a une romance avec Keiji Maeda, et Goemon Ishikawa est amoureux d'elle. Arme : Ombrelle.

- Ranmaru Mori : Jeune guerrier, il était également le Page de Nobunaga Oda (d'ailleurs, il est dit que lui et son maître avec peut être des relations intimes.) Il se fait seppuku avec Nobunaga Oda lors de la trahison de Mitsuhide Akechi. Arme : Odachi.

- Shingen Takeda : C'était un Daimyo. Il est le chef du clan Takeda (ce Clan est d'ailleurs le plus grand rival de Nobunaga Oda). Arme : Gunbai.

- Yukimura Sanada : Fils de Masayuki Sanada et petit frère deLady Muramatsu et de Nobuyuki Sanada. Il est le mari de la fille adoptive de Yoshitsugu Otani. C'est un stratège et samouraï. Il est exécuté par Ieyasu Tokugawa. Dans Samurai Warriors, il a une romance avec Kunoichi, sa garde du corps. Arme : Yari.

#### Personnages de Xtreme Legends
- Hideyoshi Toyotomi : Mari de Nene et Chacha est sa concubine, père d'Hideyori Toyotomi. Il est le vassal de Nobunaga Oda. Il est très laid, on dit qu'il ressemble à un singe. À la mort de son maître, il devient le deuxième unificateur du Japon et entre en guerre avec Ieyasu Tokugawa. Dans Samurai Warriors, il tente de séduire Oichi. Arme : Sanesetsukon.
- Yoshimoto Imagawa : Il est le chef du clan Imagawa. Il est tué par des hommes de Nobunaga Oda. Arme : Épée et Balle de Kemari.
- Ina : Femme de Nobuyuki Sanada et fille de Tadakatsu Honda. (Elle serait peut-être la fille de Ieyasu Tokugawa, d'ailleurs, ce dernier la adoptée). Elle est décrite comme très belle et très intelligente. Dans Samurai Warriors, elle était amoureuse de Sakon Shima. Arme : Arc en Fer.
- Tadakatsu Honda : Père d'Ina. C'était un Général qui est devenu Daimyo. Il était au service d’Ieyasu Tokugawa. Il faisait partie des Quatre Rois Célestes des Tokugawa avec Naosama Ii. Dans Samurai Warriors, il est vu comme un père protecteur. Arme : Lance Géante.